# Collinsville (Texas)
Collinsville é uma cidade  localizada no estado norte-americano de Texas, no Condado de Grayson.

## Demografia
Segundo o censo norte-americano de 2000, a sua população era de 1235 habitantes.
Em 2006, foi estimada uma população de 1493, um aumento de 258 (20.9%).

## Geografia
De acordo com o United States Census Bureau tem uma área de
1,9 km², dos quais 1,9 km² cobertos por terra e 0,0 km² cobertos por água.

## Localidades na vizinhança
O diagrama seguinte representa as localidades num raio de 16 km ao redor de Collinsville.